# عولمة الانتفاضة
عولمة الانتفاضة هو شعار مستخدم للدّعوة إلى النّشاط العالمي لدعم المقاومة الفلسطينية ضد الاحتلال الإسرائيلي. مصطلح الانتفاضة مشتق من الكلمة العربية " نفض " التي تعني "التخلص من"، ويشير إلى الانتفاضات الفلسطينية أو المقاومة ضد السيطرة الإسرائيلية، والدّعوة إلى "العولمة" تشير إلى توسيع روح وأفعال هذه الانتفاضات خارج السّياق الإقليمي إلى حركة عالمية.  
وكانت الشّعارات والهتافات المرتبطة بها موضع جدل ونقاش حول تأثيرها وتداعياتها. وقد انتقدت بعض الجماعات اليهوديّة هذا الشّعار باعتباره تحريضا على العنف السياسي.

## الانتفاضة
الانتفاضة هي حركة شعبية واسعة لمقاومة الاحتلال أو الظلم، وقد اصطلح على تسمية الحركات الشعبية الفلسطينية المقاومة للاحتلال الإسرائيلي بالانتفاضة في السياق الفلسطيني، تشير الكلمة إلى محاولات "التخلص" من الاحتلال الإسرائيلي للضفة الغربية وقطاع غزة في الانتفاضتين الأولى والثانية، حيث تم اختيارها في الأصل للإشارة إلى "المقاومة اللاعنفية العدوانية".

## خلفية
حمل المتظاهرون المناهضون للحرب في الولايات المتحدة خلال أبريل 2002 لافتات تحمل هذا الشعار في أعقاب الانتفاضة الثانية وحرب العراق، كشكل من أشكال العدالة العرقية واحتجاجًا على التّدخل الأمريكي في المنطقة.
وينظر النّقاد إلى الدّعوة إلى "عولمة" الانتفاضة من خلال الاحتجاجات ومنشورات وسائل التواصل الاجتماعي على أنها تأييد للانتفاضات الماضية ودعوة لتوسيعها على نطاق عالمي.

## الاستخدام
تم استخدام شعار "عولمة الانتفاضة" كأنشودة في العديد من الاحتجاجات المناهضة للصهيونية، إلى جانب شعارات مثل "هناك حل واحد فقط، ثورة الانتفاضة" أو "الانتفاضة حتى النصر". وقد تم استخدامه ضدّ الإجراءات الإسرائيلية خلال الحرب الفلسطينية الإسرائيلية عام 2023. يجادل بعض كتّاب الرأي بأن المتظاهرين الذين يستخدمون الشعار كانوا مؤيدين لهجوم حماس عام 2023 على إسرائيل.
وبحسب مستخدمي الشعار، فقد تمّ اختيار الانتفاضة الفلسطينية لتكون صرخة حاشدة للمقاومة ضدّ ما يعتبرونه "العنف والقمع الاستعماري".
في أكتوبر 2023، هتف المتظاهرون المؤيدون للفلسطينيين "عولمة الانتفاضة" بالقرب من مبنى مكتبة لجأ إليه بعض الطلاب اليهود فيما وصفه النّقاد بأنّه حادث معاد للسامية. ورد عمدة مدينة نيويورك إريك آدامز على الحادث مؤكدا أن الكراهية لا مكان لها في مدينة نيويورك وشدّد على الحق في الاحتجاج السلمي. أصدرت شرطة نيويورك في وقت لاحق بيانًا مفاده أنّ الطلاب لم يتحصنوا داخل المكتبة وأن الاحتجاج تم التخطيط له مسبقًا. وكان المتظاهرون المؤيدون للفلسطينيين قد خطّطوا لمسيرة في جميع أنحاء الكلية بأكملها في وقت مبكر، وقالوا إن المكتبة بها طلّاب من خلفيات متعددة، والمسيرة نفسها ضمّت طلابًا يهودًا.
في تشرين الثاني (نوفمبر) 2023، قامت المجموعة المؤيدة للفلسطينيين "في حياتنا"، والتي دعمت هجوم حماس على إسرائيل عام 2023، بنشر منشور بعنوان "عولمة الانتفاضة" مع خريطة للشركات الإسرائيلية والأمريكية ومراكز النّقل. وقد أدان المسؤولون المنتخبون في مدينة نيويورك والجماعات اليهوديّة هذا المنشور باعتباره "تحريضًا خطيرًا وبغيضًا على العنف ويشكّل تهديدًا مباشرًا للمجتمعات اليهودية في نيويورك".
في ديسمبر 2023، أدّى استخدام اللّافتات التي تستخدم الشعار إلى اعتقال تسعة أشخاص في لندن بموجب قانون النّظام العام. وفي مايو 2024، استخدم المتظاهرون المؤيدون للفلسطينيين في وسط لندن شعارًا مشابهًا، "الانتفاضة، الثورة!"، ممّا دفع شرطة العاصمة إلى إجراء تحقيق.
خلال جلسة استماع في الكونجرس في ديسمبر 2023 مع رؤساء الجامعات الكبرى، قالت إليز ستيفانيك إن استخدام المصطلح كان بمثابة دعوة للإبادة الجماعية للشّعب اليهودي.

## اتهامات بمعاداة السامية
تفسر كلّ من رابطة مكافحة التشهير واللّجنة اليهودية الأمريكية هذا الشعار على أنه تأييد لأعمال الإرهاب والعنف العشوائي ضدّ الإسرائيليين واليهود في جميع أنحاء العالم. بالنّسبة الى صنداي تلغراف، ارتبطت العبارة بالتحريض على العنف ضدّ الجاليات اليهودية. بعض الكتّاب اليهود بما في ذلك ديفيد هازوني فسّروا استخدام الشعار ليس فقط على أنه تحدّي لإسرائيل ولكن على أنّه إعلان أوسع للحرب ضد اليهود، وتعزيز معاداة السامية، والدعوة إلى العنف بدلاً من السلام. بعد وفاة اليهودي الأمريكي بول كيسلر عام 2023 بعد مشاجرة قاتلة خلال احتجاجات مبارزة مؤيدة لفلسطين ومؤيدة لإسرائيل، انتقد يائير لبيد الشعار وقال إن الاحتجاجات كانت بطبيعتها بغيضة للشعوب اليهودية.
ويرى آخرون أنّ الدّعوات للانتفاضة ليست عنيفة بطبيعتها، بحجّة أن مصطلح "الانتفاضة" لا يترجم إلى إبادة جماعية، ويمكن ترجمته بشكل صحيح إلى "الانتفاضة". وفقًا لصحيفة فوروارد، على الرغم من أن العديد من اليهود يعتبرون هذا المصطلح عنيفًا، إلا أن الفلسطينيين يربطون "الانتفاضة" بالانتفاضة الأولى، التي كانت غير عنيفة إلى حد كبير. ويرى البعض أن هدف الانتفاضة هو الاحتلال الإسرائيلي بهدف الاستقلال الفلسطيني.